# Macromitrium subpaucidens
Macromitrium subpaucidens är en bladmossart som beskrevs av C. Müller 1897. Macromitrium subpaucidens ingår i släktet Macromitrium och familjen Orthotrichaceae. Inga underarter finns listade i Catalogue of Life.